# Garniga Terme
Garniga Terme (Garniga in dialetto trentino) è un comune italiano di 415 abitanti della provincia autonoma di Trento in Trentino-Alto Adige; è sito sul monte Bondone a 800 metri di altitudine.

## Storia
L'etimologia del nome Garniga è alquanto controversa, perché il toponimo è di difficile interpretazione: la versione più frequente è quella che la fa derivare dal tedesco gar nichts, parola composta che sta a significare "proprio niente". Risulta documentato che, verso la fine del XII secolo o l'inizio del XIII, siano giunti a Garniga (o meglio nel suo esteso territorio), parecchi minatori tedeschi con lo scopo di sondare e studiare il terreno. Il loro incarico era di verificare se ci fossero veramente delle "ipotetiche" miniere e la possibilità di sfruttamento. Tale incarico fu però coronato da un insuccesso clamoroso, tanto da far affermare che in quella zona non c'era assolutamente nulla, un bel niente: gar nichts nella loro lingua, a cui verrebbe attribuita l'etimologia di Garniga. Tuttavia questi minatori (colonizzatori) rimasero sul posto, trasformandosi via via in pastori, agricoltori, boscaioli e cacciatori.
Lo sfruttamento dei boschi (per la maggior parte cedui) è sempre stato fondamentale per la povera economia del paese. La vendita di legna da ardere e la produzione di calce viva e di carbone (o meglio carbonella) giustificano probabilmente la forte presenza di cognomi legati e derivanti da queste attività, cioè Coser (da "cuocere" la roccia calcarea) e Carbonari.
L'insediamento di coloni del Tirolo o della Baviera sulla montagna di Garniga ha dato origine ad una piccola isola linguistica tedesca. La stessa cosa si era verificata poco tempo prima sugli altipiani di Vezzena, Lavarone, Folgaria e nella Vallarsa. Che i primi coloni siano stati quasi tutti di lingua tedesca lo testificano molti toponimi, i nomi propri di persona, che compaiono sui documenti del XIII e XIV secolo. Ricordiamo che Garniga, pur vicina a Trento geograficamente, ha avuto la strada carrozzabile solo nel 1956. È da quella data che la vita e l'economia del paese cambiano radicalmente: tanti giovani scendono più facilmente a valle per il lavoro, qualcuno diventa artigiano o piccolo imprenditore, altri si trasferiscono definitivamente in città. Nello stesso tempo il turismo ha un piccolo boom: nascono tre alberghi, vengono rilanciate le cure termali, nasce una Pro Loco, si ristrutturano le case, ecc.
Negli ultimi dieci anni molte attività e punti di interesse come uno degli alberghi, le terme, la malga ed il pub hanno chiuso la propria attività.

### Simboli
Lo stemma e il gonfalone del comune di Garniga Terme sono stati approvati con deliberazione della Giunta provinciale del 13 maggio 1994, n. 5562.
Stemma
Una precedente versione era stata adottata con  D.G.P. del 23 marzo 1989, n. 3247: D'oro all'abete al naturale accostato da tre stelle (6) due ai lati ed una in punta. Corona: Murale di Comune. Ornamenti: A destra una fronda d'alloro fogliata al naturale fruttifera di rosso; a sinistra una fronda di quercia fogliata e ghiandifera al naturale legate da un nodo di rosso e di verde.
Gonfalone

## Monumenti e luoghi d'interesse

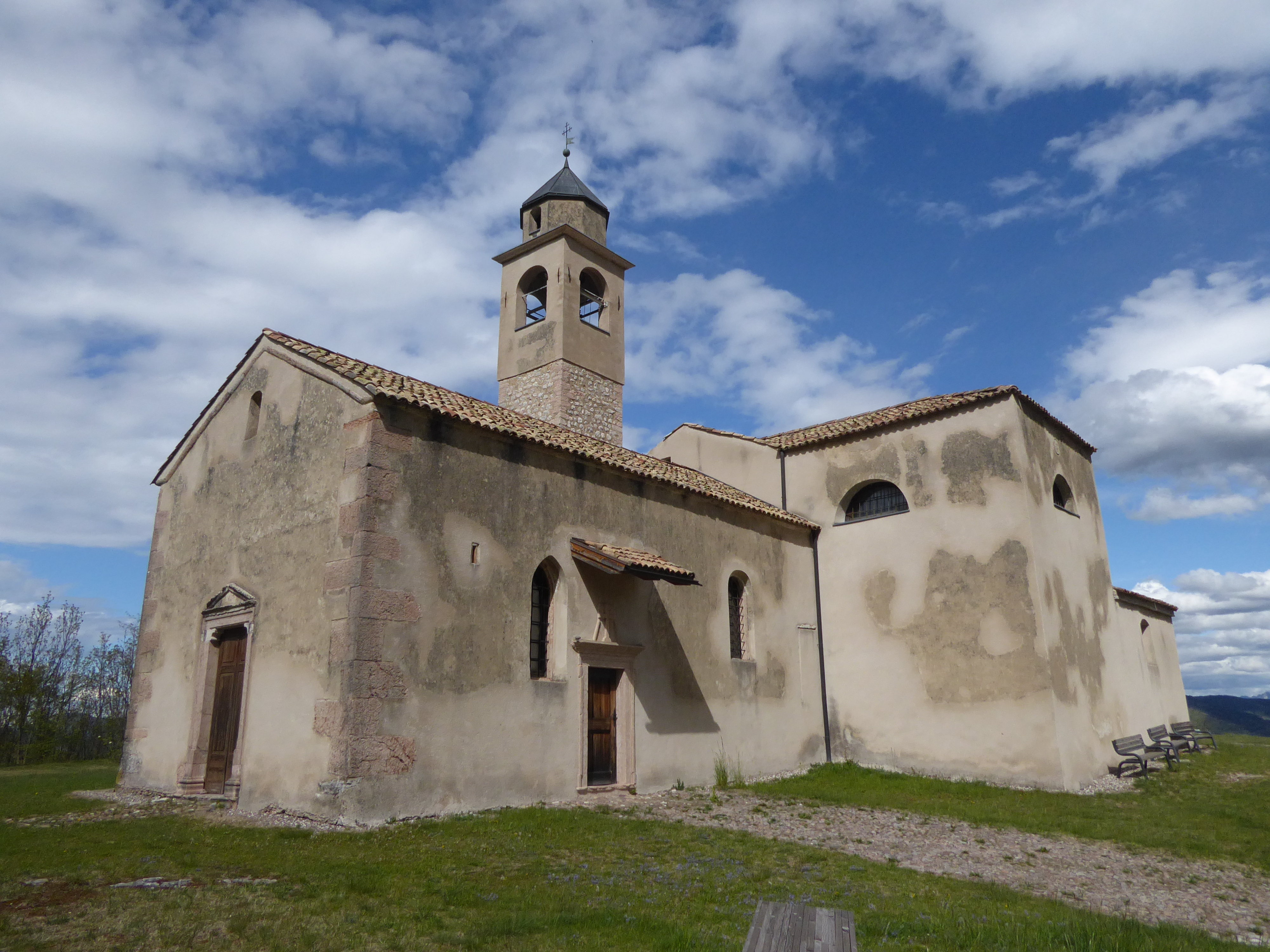
L'antica chiesa di Sant'Osvaldo

### Architetture religiose
- Chiesa di Sant'Osvaldo, ex chiesa parrocchiale, dal 1940 chiesa cimiteriale. La chiesa è del 1300, provvista di una navata gotica ricca di pietre lavorate e di una crociera barocca con modanature in malta.

Questo edificio è costruito in un luogo panoramico

### Le terme
A Garniga si effettuavano cure termali nell'erba in fermentazione, quindi molto calda (55 - 60 °C). Con la fitobalneoterapia si curano reumatismi, dolori articolari, lombosciatalgie, spondiloartrosi.
Da ormai alcuni anni le terme sono ufficialmente chiuse e la proprietà è passata alla provincia di Trento.

## Società

### Evoluzione demografica
Abitanti censiti